# Bataille de Philippi
Guerre de Sécession
Batailles
Campagne de Virginie-Occidentale
- Philippi
- Rich Mountain
- Corrick's Ford
- Kessler's Cross Lanes
- Carnifex Ferry
- Cheat Mountain
- Greenbrier River
- Camp Alleghany

La bataille de Philippi (aussi connue sous le nom de Philippi Races, « Courses de Philippi »), se déroula le 3 juin 1861, dans le comté de Barbour, lors de la guerre de Sécession. Traitée ultérieurement (en particulier par Ambrose Bierce dans ses souvenirs de guerre) comme une escarmouche de faible importance, la bataille de Philippi (3 000 unionistes contre 800 confédérés, une trentaine de morts environ…) fut le premier affrontement organisé de la guerre de Sécession.
Les troupes de l'Union, commandées par le brigadier général Thomas A. Morris, partent de Garfton vers Philippi. L'attaque est dirigée par le colonel Benjamin F. Kelley.
Le colonel Porterfield, commandant les troupes confédérées, apprend l'avancée des troupes de l'Union vers Philippi et se prépare à se retirer lorsque la pluie se met à tomber. En raison de l'intensité de la pluie, il attend pensant qu'elle arrêterait aussi la progression fédérale. Mais, à l'aube, deux canons fédéraux se font entendre et les troupes fédérales continuent leur progression vers le sud. Au début de l'engagement, le colonel Kelley est sévèrement blessé à la poitrine. Le colonel Ebezener Dumont, du 7th Indiana Infantry, prend alors le commandement des troupes fédérales. Alors que les troupes confédérées s'enfuient, les troupes de l'Union les poursuivent jusqu'à l'épuisement.
La bataille de Philippi vit les débuts prometteurs du jeune général George McClellan ; l'exploit équestre du colonel unioniste Frederick W. Lander qui descendit au galop une pente abrupte (voir illustration), et la débandade des confédérés (d'où le nom de « Courses de Philippi ») ; et les 2 premières amputations de membres pratiquées en urgence sur le terrain. Le Dr James Robinson, du régiment de volontaire de l'Ohio, pratique l'amputation d'une jambe d'un soldat confédéré, James Edward Hanger, lors d'une intervention de 45 minutes sans anesthésiant.